# Pollyanna McIntosh
Pollyanna McIntosh (Edimburgo, 15 marzo 1979) è un'attrice ed ex modella britannica.

## Biografia
Pollyanna McIntosh debutta come attrice all'età di sedici anni, comparendo a Londra in alcune produzioni indipendenti fra cinema e teatro, sia come attrice che come regista. Nel 2004 si trasferisce a Los Angeles e dirige la produzione teatrale The Woolgatherer con Anne Dudek e David Dyan Fisher. Nel 2005 ottiene il suo primo ruolo cinematografico in Headspace, a cui seguono nel 2007 la commedia Tutti i numeri del sesso ed il thriller 9 Lives of Mara, in cui interpreta il ruolo della protagonista. Nel 2009 recita in Exam di Stuart Hazeldine, candidato come miglior opera di un esordiente al Premi BAFTA 2010 e al Raindance Award nel corso del British Independent Film Awards 2009. Nello stesso anno ha anche recitato nell'horror Offspring nel ruolo di una donna cannibale, ruolo ripreso anche nel sequel The Woman del 2011, per il quale è stata candidata come migliore attrice ai Fangoria Chainsaw Awards.
Contemporaneamente la McIntosh porta avanti anche una fortunata carriera nel mondo della moda. Nel 2004 la McIntosh è stata nominata modella dell'anno dalla rivista britannica The Face, ed è apparsa nel Calendario Pirelli, ritratta nel mese di dicembre 2004, fotografata da Nick Knight. È inoltre comparsa su UK Vogue ed ha lavorato con il rinomato fotografo David Bailey per la campagna pubblicitaria dei negozi Evans e per il suo libro fotografico, Bailey's Democracy.
Dal 2004 al 2011 è stata sposata con l'attore Grant Show.

## Agenzie
- Excel Models
- Models 1 Agency

## Filmografia

### Cinema
- Headspace, regia di Andrew van den Houten (2005)
- 9 Lives of Mara, regia di Balaji K. Kumar (2007)
- Tutti i numeri del sesso (Sex and Death 101), regia di Daniel Waters (2007)
- Exam, regia di Stuart Hazeldine (2009)
- Land of the Lost, regia di Brad Silberling (2009)
- All Ages Night, regia di Nancy Montuori Stein (2009)
- Offspring, regia di Andrew van den Houten (2009)
- Ladri di cadaveri - Burke & Hare (Burke & Hare), regia di John Landis (2010)
- The Woman, regia di Lucky McKee (2011)
- I Do, regia di Glenn Gaylord (2012)
- The Famous Joe Project, regia di Eli Rarey (2012)
- Blue Dream, regia di Gregory Hatanaka (2013)
- Love Eternal, regia di Brendan Muldowney (2013)
- Noise Matters, regia di Matias Masucci (2013)
- Filth, regia di Jon S. Baird (2013)
- Carlos Spills the Beans, regia di Brian McGuire (2013)
- Como Quien No Quiere La Cosa, regia di Alvaro Velarde (2013)
- Prevertere, regia di Brian McGuire (2013)
- White Settlers, regia di Simeon Halligan (2014)
- Let Us Prey, regia di Brian O'Malley (2014)
- Tales of Halloween, regia di Axelle Carolyn e Darren Lynn Bousman (2015)
- Native, regia di Daniel Fitzsimmons (2016)
- Blood Ride, regia di Melanie Aitkenhead (2017)

### Televisione
- Bats 2, regia di Jamie Dixon – film TV (2007)
- Taggart – serie TV, episodio 25x01 (2009)
- Dani's House – serie TV, episodio 4x07 (2011)
- Book Club – serie TV, episodio 1x04 (2011)
- Waterloo Road – serie TV, episodio 8x11 (2013)
- M.I. High - Scuola di spie (M.I. High) – serie TV, 13 episodi (2013-2014)
- Bob Servant Independent – miniserie TV, 5 puntate (2013)
- Casualty – serie TV, episodio 28x01 (2013)
- Hap and Leonard – serie TV, 6 episodi (2016)
- The Walking Dead – serie TV, 15 episodi (2017-2018)
- The Last Tycoon – serie TV, episodio 1x07 (2017)
- Le terrificanti avventure di Sabrina (Chilling Adventures of Sabrina) – serie TV, episodio 4x05 (2020)
- The Walking Dead: World Beyond – serie TV, 6 episodi (2021)
- Vikings: Valhalla – serie TV, 11 episodi (2022-2024)
- The Walking Dead: The Ones Who Live, regia di Bert e Bertie, Michael Slovis e Michael E. Satrazemis – miniserie TV, 3 puntate (2024)
- Outer Banks – serie TV, episodi 4x03-4x05 (2024)

### Cortometraggi
- Him Indoors, regia di Paul Davis (2012)
- Foxy and Marina, regia di Zachariah Copping (2013)
- The Herd, regia di Melanie Light (2014)

### Doppiatrice
- Dante's Inferno – videogioco (2010)
- La Terra di Mezzo: L'ombra della guerra (Middle-earth: Shadow of War) – videogioco (2017)
- Forspoken – videogioco (2023)

## Doppiatrici italiane
Nelle versioni in italiano delle opere in cui ha recitato, Pollyanna McIntosh è stata doppiata da:
- Federica De Bortoli in The Walking Dead, The Walking Dead: World Beyond, The Walking Dead: The Ones Who Live
- Emanuela D'Amico in Tutti i numeri del sesso, Outer Banks
- Mattea Serpelloni in Hap and Leonard
- Luca Ghignone in Workaholics
- Antonella Baldini in Le terrificanti avventure di Sabrina